# Wojciech Warchoł
Wojciech Warchoł (ur. 18 stycznia 1961) – polski pływak, mistrz i reprezentant Polski.

## Kariera sportowa
Był zawodnikiem Startu Gdańsk i AZS-AWFiS Gdańsk.
Na mistrzostwach Polski seniorów na basenie 50-metrowym został w 1983 mistrzem Polski seniorów na dystansie 100 metrów stylem dowolnym. Ponadto na tym samym dystansie wywalczył dwa srebrne (1980, 1984) i cztery brązowe medale (1979, 1981, 1986, 1987). Na 200 metrów stylem dowolnym trzykrotnie był wicemistrzem Polski seniorów (1978, 1979, 1982), w 1983 zdobył brązowy medal. Był też brązowym medalistą mistrzostw Polski seniorów na 50 metrów stylem dowolnym (1981) i 200 metrów stylem motylkowym (1980). Na zimowych mistrzostwach Polski zdobył 14 medali indywidualnie – złote na 100 metrów stylem dowolnym w 1980, 1982 i 1983, złote na 200 metrów stylem dowolnym w 1980 i 1981, srebrne na 100 metrów stylem dowolnym w 1979 i 1981, srebrny na 200 metrów stylem dowolnym w 1979, srebrne na 400 metrów stylem dowolnym w 1979 i 1980, brązowy na 100 metrów stylem dowolnym w 1985, brązowe ma 200 metrów stylem dowolnym w 1982, 1983 i 1987.
W latach 1979–1983 czterokrotnie poprawiał rekord Polski na 100 metrów stylem dowolnym (basen 50-metrowy) – od wyniku 54,20 (10.06.1979) do 53,29 (16.07.1983). Był także rekordzistą Polski w sztafecie 4 x 100 metrów stylem zmiennym (4:00,04 - 12.08.1979 i 3:59,44 - 15.08.1982), 4 x 100 metrów stylem dowolnym (sześciokrotnie: od 3:40,51 - 1.08.1981, do 3:33,25 - 8.07.1989), 4 x 200 metrów stylem zmiennym (7:50,16 - 12.08.1979).
Jest absolwentem Akademii Wychowania Fizycznego w Gdańsku (kierunek – trener, specjalizacja – pływanie). Został nauczycielem wychowania fizycznego w Zespole Kształcenia Podstawowego i Gimnazjalnego nr XXI w Gdańsku oraz trenerem pływania w UKS Dwójka Morena, wychowawcą wielu medalistów mistrzostw Polski w pływaniu w kategorii dzieci i juniorów.